# Абхазская Автономная Советская Социалистическая Республика
Абха́зская Автоно́мная Сове́тская Социалисти́ческая Респу́блика (абх. Аҧснытәи Автономтә Советтә Социалисттә Республика, груз. აფხაზეთის ავტონომიური საბჭოთა სოციალისტური რესპუბლიკა) — автономная республика в составе Грузинской ССР, существовавшая с 1931 года по 1992 год.
ААССР правопреемник Социалистической Советской Республики Абхазия, выделенной из состава Грузии после её советизации самостоятельной республики в составе Союза ССР, вошедшей в состав ССР Грузии в 1921 году (и через неё в ЗСФСР) и в 1931 году утратившей самостоятельность (стала автономией в составе ССР Грузии).
25 августа 1990 года Абхазия была провозглашена суверенной Абхазской Советской Социалистической Республикой, что не соответствовало Конституции СССР. Когда Грузия 9 апреля 1991 года провозгласила свою независимость , Абхазия изъявила желание остаться в СССР (абхазское большинство  участвовало в референдуме о сохранении СССР, тогда как меньшинство жителей Абхазской Автономной Республики участвовало в референдуме о восстановлении независимости единой Грузии) и предполагала войти в состав нового союза — Союза Суверенных Государств (ССГ), заключение которого было сорвано в результате выступления ГКЧП. После распада СССР, и в связи с отказом (до 1993) Грузии стать членом СНГ, избранное народом руководство Абхазии учитывая мнение граждан, но вразрез с мнением Грузинских властей - объявило о желании самостоятельно войти в Содружество.
Летом 1992 года усилились разногласия между региональными властями в Абхазии и центральным руководством в Тбилиси — главным образом, по конституционному вопросу: в ответ на решение Военного Совета Грузии возвратиться к конституции Грузинской демократической республики 1921 года, не предполагавшей существования абхазской автономии, Верховный Совет Абхазии 23 июля 1992 г. аннулировал Конституцию Абхазской АССР 1978 года и объявил о восстановлении действия Конституции (Основного Закона) ССР Абхазии 1925 года, которая, в свою очередь, придавала Абхазии статус договорной республики в конфедерации с Грузией, содержавшей указание на договорные отношения Абхазии и Грузии. Эти разногласия привели к вооружённому конфликту (см. Грузино-абхазский конфликт), унёсшему жизни 17 тыс. человек. Мирное урегулирование было достигнуто при посредничестве ООН лишь в апреле 1994 года.
В Абхазской АССР издавались республиканские газеты «Советская Абхазия» (на русском языке, с 1921 года), «Аҧсны ҟаҧшь» (на абхазском, с 1921 года), «Сабчота Абхазети» (на грузинском, с 1937), «Кокинос капнас» (на греческом, в 1932—1938), «Мчита муруцхи» на лазском (1929—1938).
Постановлением ЦИК СССР от 15 марта 1935 г. Абхазская АССР была награждена орденом Ленина.

## Национальный состав

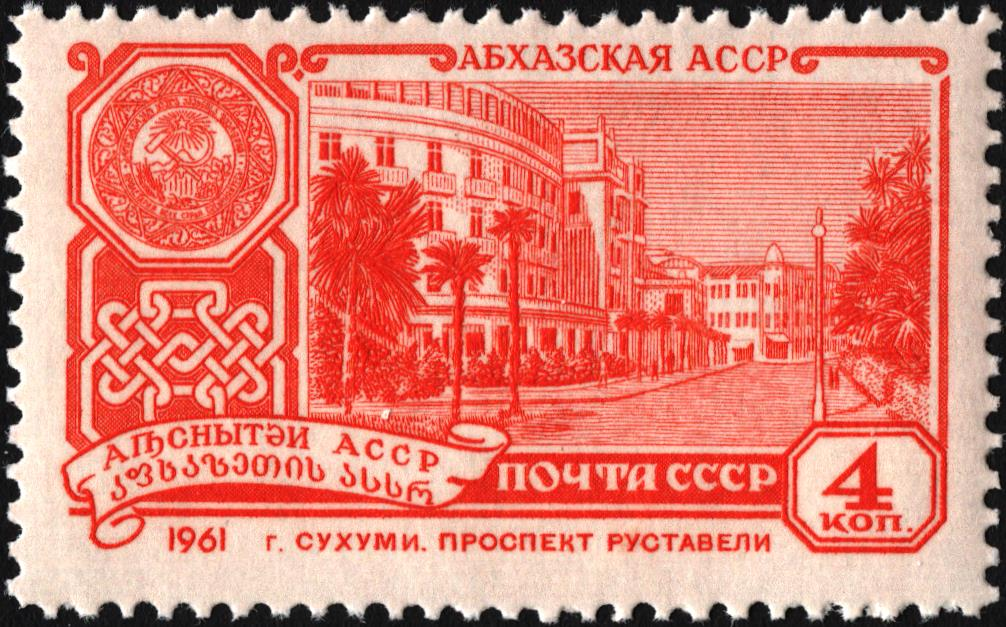
Почтовая марка СССР, 1961 год. Столицы автономных советских социалистических республик. Абхазская АССР. Сухуми, проспект Руставели.

По переписи 1989 года население составило 525 061 чел. а именно:
- грузины  245 872  (47,68% всей автономии),
- абхазы 93 267 (17,76%),
- армяне (амшенцы) 76 541 (14,58%),
- русские 72 914 (14,27%),
- греки (понтийцы) 14 664 (2,79%),
- украинцы 10 655 (1,22%),
- белорусы 2084 (0,4%),
- эстонцы, латыши 1466 (0,28%),
- грузинские евреи  1426 (0,27%),
- осетины 1165 (0,22%),
- татары, башкиры 1099 (0,21%),
- евреи 500 чел.
- другие (курды, азербайджанцы, ногайцы, чеченцы, молдаване, корейцы, поляки, узбеки.)

## Организационное бюро РКП(б) в Абхазии, ответственные секретари
- 1921 Криштоф, Георгий Иванович
- 1921 Агниашвили, Пётр Семёнович (1898—1937)
- 8.1921 Ларионов
- 9.1921-1922 Сванидзе, Николай Самсонович (1895—1937)

## Абхазский областной (республиканский) комитет КП(б) — КП Грузии, ответственные — 1-е секретари
- 1922—1923 ответственный секретарь Акиртава, Николай Николаевич (1894—1937)
- 1923—1925 ответственный секретарь Асрибеков, Ерванд Михайлович (1898—1937)
- 1925—1927 ответственный секретарь Стуруа, Георгий Фёдорович (1884—1956)
- 1928—1929 ответственный секретарь Амас, (Амирбеков) Александр Семёнович (1904—1938)
- 1929—1930 ответственный секретарь Меладзе, Павел Григорьевич (1898—1937)
- 1930 — 5.1932 ответственный секретарь Ладария, Владимир Константинович (1900—1937)
- 5.1932 — 1.1936 Ладария, Владимир Константинович (1900—1937)
- 1.1936 — 1937 Агрба, Алексей Сергеевич (1897—1938)
- 1937 — 6.1938 и. о. Бечвая, Кирилл Георгиевич (1903—1974)
- 6.1938 — 1940 Бечвая, Кирилл Георгиевич (1903—1974)
- 1940 — 20.2.1943 Барамия, Михаил Иванович (1905—1959)
- 20.2.1943 — 12.1951 Мгеладзе, Акакий Иванович (1910—1980)
- 12.1951 — 21.4.1953 Гетия, Шота Дмитриевич (1904—1984)
- 21.4 — 2.10.1953 Карчава, Григорий Зосимович (1907-)
- 2.10.1953 — 1.1956 Гегешидзе, Георгий Андреевич (1924—1971)
- 1.1956 — 1958 Гоциридзе, Отар Давидович (1919—2010)
- 1958—1965 Бгажба, Михаил Тимурович (1915—1993)
- 1965—1975 Кобахия, Валериан Османович (1929—1992)
- 1975 — 2.1978 Хинтба, Валерий Михайлович
- 2.1978 — 6.4.1989 Адлейба, Борис Викторович (1931—1990)
- 6.4.1989 — 1991 Хишба, Владимир Филиппович

## ЦИК и ВС
- февраль 1922—1922 председатель ЦИК Эшба, Ефрем Алексеевич
- 1922—1923 председатель ЦИК Картозия, Самсон Алексеевич
- 1925 — 17.04.1930 председатель ЦИК Чанба, Самсон Яковлевич
- 17.04.1930 — 28.12.1936 председатель ЦИК Лакоба, Нестор Аполлонович
- 28.12.1936 — 02.1937 вакансия, и. о. заместитель председателя ЦИК Абхазской АССР
- 17.02 — 09.1937 председатель ЦИК Агрба, Алексей Сергеевич
- 02.11.1937 — 12.07.1938 председатель ЦИК Рапава, Авксентий Нарикиевич
- 13.07.1938 — 07.04.1948 председатель президиума Верховного Совета Делба, Михаил Константинович
- 07.04.1948 — 1958 председатель президиума Верховного Совета Чочуа, Андрей Максимович
- 1958—1978 председатель президиума Верховного Совета Шинкуба, Баграт Васильевич
- 1978 — 24.12.1990 председатель президиума Верховного Совета Кобахия, Валериан Османович
- 24.12.1990 — 26.11.1994 председатель Верховного Совета Ардзинба, Владислав Григорьевич

## РК, СНК и СМ
- 02.1921 — 02.1922 председатель Революционного Комитета Эшба, Ефрем Алексеевич
- 02.1922 — 28.12.1936 председатель СНК Лакоба, Нестор Аполлонович
- 14.07.1938 — 23.11.1938 председатель СНК Рапава, Авксентий Нарикиевич
- 23.11.1938 — 1943 председатель СНК Чичинадзе, Константин Георгиевич
- 1943 — 07.04.1948 председатель СНК — Председатель Совета Министров (с 1946)Мирцхулава, Александр Иорданович
- 07.04.1948 — 10.1953 Председатель Совета Министров Делба, Михаил Константинович
- 10.1953 — 1957 Председатель Совета Министров Лабахуа, Архип Миронович
- 1957—1958 Председатель Совета Министров Бгажба, Михаил Темурович
- 1958—1967 Председатель Совета Министров Чиковани, Михаил Герасимович
- 1967—1972 Председатель Совета Министров Гилашвили, Павел Георгиевич
- 1972 — 02.1973 Председатель Совета Министров Гигиберия, Борис Герасимович
- 02.1973 — 1976 Председатель Совета Министров Татарашвили, Шота Михайлович
- 1976 — Председатель Совета Министров Сакварелидзе, Автандил Петрович
- 1978—1984 Председатель Совета Министров Убилава, Юза Джахоевич
- 1988 Председатель Совета Министров Зухбая, Отар Георгиевич
- 1989 Председатель Совета Министров Анчабадзе, Гиви Алексеевич